# 윌리엄 보멀

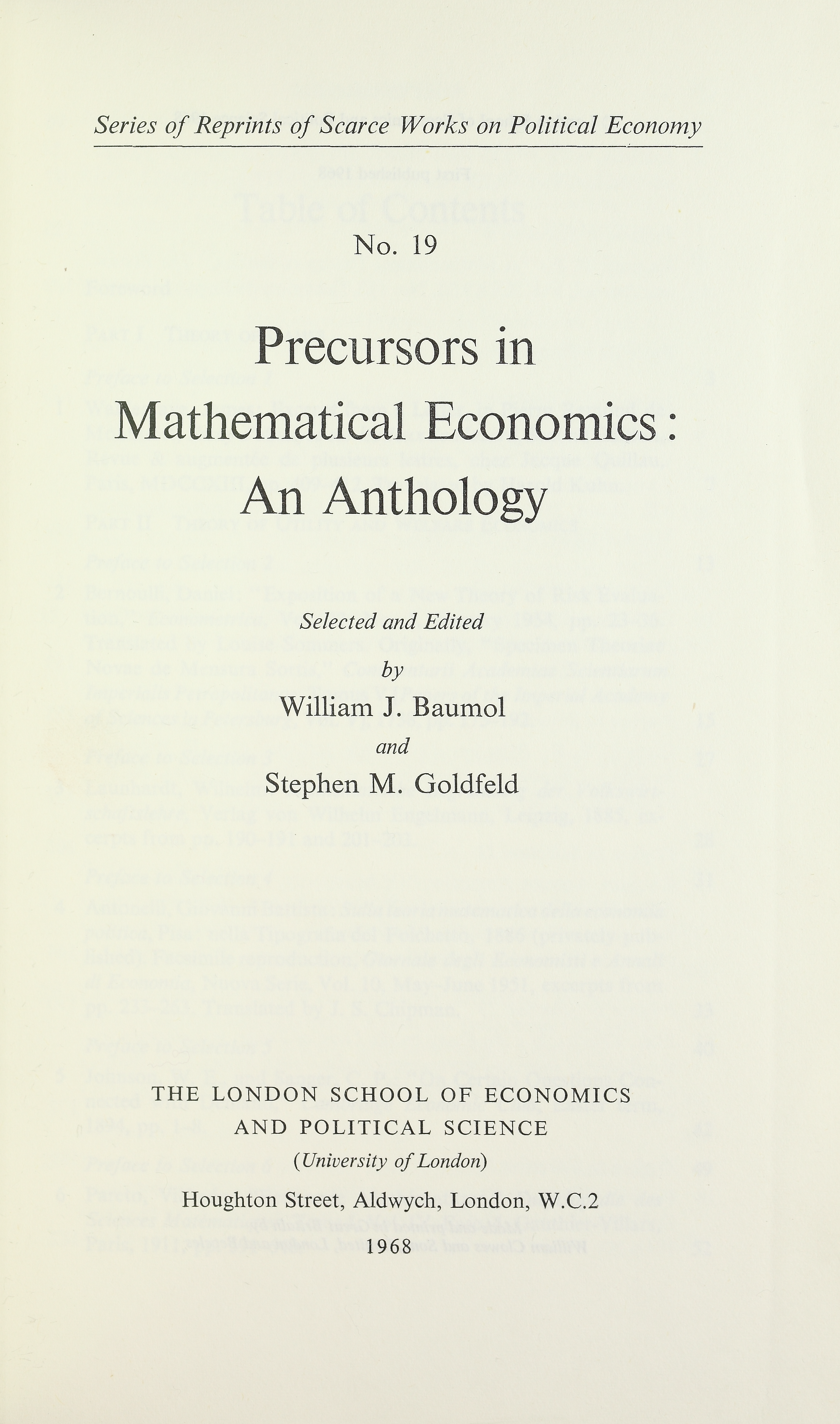
Precursors in mathematical economics, 1968

윌리엄 잭 보멀(William Jack Baumol, 1922년 2월 26일 ~ 2017년 5월 4일)은 미국의 경제학자이다.